# Török József (teológus)
Török József (Makó, 1946. augusztus 30. – Budapest, 2020. január 24.) magyar teológus, egyháztörténész, egyetemi tanár.

## Életpályája
Szülei: Török Gyula és Vajda Julianna voltak. Tanulmányait szülővárosában végezte, 1964-ben kitűnő eredménnyel érettségizett a József Attila Gimnáziumban. Politikai okokból évekig segédmunkásként dolgozott, majd felvételt nyert 1970-ben a budapesti Római Katolikus Hittudományi Akadémiára, melyet 1976-ban végzett el. 
1975-ben pappá szentelték Székesfehérváron, első szentmiséjét a budapesti Egyetemi templom Remete Szent Pál-oltáránál mutatta be. 1977-ben írta doktori értekezését a pálos rend liturgiájának eredetéről és történetéről. Három évig (1975–1978) káplánként tevékenykedett Csepel belváros római katolikus Kisboldogasszony-temploban volt káplán. 1974–1976 között az Eötvös Collegiumban speciális képzést tartó Mezey László (1918–1994) irodalomtörténész professzor latin paleográfia óráinak hallgatója volt. Mezey László meghívására az általa létrehozott Fragmenta Codicum akadémiai kutatócsoport munkáiban vett részt 1978-ig. 
1978-ban elnyerte a francia állam ösztöndíját, két évet tölthetett Franciaországban történelem-, valamint az egyháztudomány segédtudományai-szakos hallgatóként a Sorbonne Egyetemen, az Institut Catholique és a Collège de France nevű intézményekben (1980-ig). Párizsban, 1980-ban megvédett, és Mezey Lászlónak ajánlott doktori dolgozatában a Pray-kódex szövegét adta ki. 1980-ban hazatért; címzetes rendkívüli tanárként megkezdte oktatását a Hittudományi Akadémián, 1983-tól nyilvános rendkívüli tanár, 1987-től nyilvános rendes tanár, a Közép- és Újkori Egyháztörténeti Tanszék tanszékvezető egyetemi tanára; 1990–1992 között dékánja volt. Vendégelőadó volt az ELTE Folklór tanszékén, tanított az ELTE könyvtártudományi tanszékének PhD kurzusán. 
1982-től a krisztinavárosi Havas Boldogasszony-templomban mutatott be kisegítő szentmisét. 1982-től kiadványokat is lektorált. Amikor Bagi István esztergomi segédpüspök 1986. januárjában elhunyt, egy évig a papnevelő intézet rektorhelyettesi feladatit is ellátta. 1990–2020 között tanított a Liszt Ferenc Zeneművészeti Egyetem Egyházzene Tanszékén. 1993-tól az Ecclesia Szövetkezet elnöke; a Communio nemzetközi teológiai folyóirat felelős szerkesztője volt. 1993–1994 között a Magyar Televízió felügyelőbizottságának tagja volt. 2000-tól a Szuverén Máltai Lovagrend káplánja, 2019-től a Magyar Máltai Lovagok Szövetségének kápolnaigazgatója. 2007-től az ELTE-BTK címzetes egyetemi tanára volt. 2017-től professor emeritus. 2017-ben nyugdíjba vonult.

### Munkássága
A Magyar Tudományos Akadémia középkori kódextöredék-kutató munkacsoportjának lett tagja, közreműködött a töredékkatalógus első kötetének elkészítésében. A Magyar Tudományos Akadémia Tudományos Minősítő Bizottságában (ma Doktori Tanács) másfél évtizedig volt bíráló. Disszertációját is franciául írta, témája a Pray-kódex liturgikus részei voltak. Jelentősek magyar nyelvű publikáció, francia nyelven íródott tanulmányai, valamint francia- és latin nyelvről történt könyvfordításai. 30 egyháztörténeti témájú könyv, 150 tudományos tanulmány szerzője volt. A Magyar Televízió Vallási Szerkesztőségének keretében Czigány György Útmutató című sorozatában vallási tanácsadó volt. A Duna Televízió Vallási Stúdiójában Lehoczky Lászlóval és Horváth Tamással közösen készített sorozatukban középkori templomokat mutattak be. A Duna Televízió Ezer év szentjei című sorozatának szakértő-előadója volt.

## Főbb publikáció

### Keresztény Századok-sorozat
- A tizenegyedik század magyar egyháztörténete, Budapest, 2002
- A tizenkettedik század magyar egyháztörténete, Budapest, 2003
- A tizenharmadik század magyar egyháztörténete, Budapest, 2003
- A tizennegyedik század magyar egyháztörténete, Budapest, 2004
- A tizenötödik század magyar egyháztörténete, Budapest, 2006

### Egyéb művek
- A magyar pálosrend liturgiájának forrásai, kialakulása és főbb sajátosságai. 1225–1600; Római Katolikus Hittudományi Akadémia, Bp., 1977 (A budapesti Rk. Hittudományi Akadémia kiadványai. D)
- Szent István tisztelete; szerk. Török József, ill. Molnár C. Pál; Szt. István Társulat, Bp., 1988
- Szerzetes- és lovagrendek Magyarországon, Panoráma Kiadó, Budapest, 1990
- A magyar föld szentjei, Budapest, 1991
- Péter vándorúton, Budapest, 1991
- A XX. század pápái, Újvidék, 1991
- Katolikus templomok Magyarországon, Budapest, 1991 (társszerzőként)
- A magyar egyház ezer éve, Újvidék, 1992
- Egyetemes Egyháztörténelem. I–II., Budapest, 1999
- A katolikus egyház és a liturgia Magyarországon, Budapest, 2000
- Török József–Mózessy Gergely: Jubilaeum dioecesis Alba-Regalensis. 1777–2002. Jubileumi emlékkönyv; Mikes, Bp., 2002
- Negyedszázad; Mikes, Bp., 2003
- Prímás-érseki beiktatás. Esztergom, 2003. Erdő Péter prímás, érsek beiktatása; szerk. Török József; Szt. István Társulat, Bp., 2003
- Adoremus. Az Egyház liturgiájának ismerete az egyházzenét művelő fiatalok részére; 3. jav., bőv. kiad.; Ecclesia, Bp., 2004
- A krisztinavárosi Havas Boldogasszony-templom; Mikes, Bp., 2004
- Az újlaki Sarlós Boldogasszony-templom; Mikes, Bp., 2005
- Árpád-házi Szent Erzsébet. Thüringia vagy Hungária?; Szt. István Társulat, Bp., 2006 (Haza a magasban)
- A Veszprémi Főegyházmegye kincsei; Római Katolikus Érsekség, Veszprém, 2007
- Adoremus. Az Egyház liturgiájának ismerete az egyházzenét művelő fiatalok részére; 4. jav., bőv. kiad.; Ecclesia, Bp., 2008
- Rokay Zoltán köszöntése hatvanadik születésnapján; szerk. Legeza László, Török József; Mikes, Bp., 2008
- Felekezetek az igazság szolgálatában. Történelem, teológia, önazonosság, 1500–2000. Tanulmányok; szerk. Fodor György, Török József, Tusor Péter; Új Ember–Márton Áron, Bp., 2009 (Studia theologica Budapestinensia)
- Török József–Legeza László: Máltaiak. 20 éves a Szeretetszolgálat; 2. bőv. kiad.; Mikes, Bp., 2009 (Szerzetesrendek a Kárpát-medencében)
- Solymár temploma és kegyképe; Mikes, Bp., 2009
- A fényből feltündökölsz... Török József professzorral beszélget Domonkos Máté és Lipthay Endre; Kairosz, Bp., 2011 (Miért hiszek?)
- Képes Biblia (The Lion story Bible); ford. K. Nagy Erzsébet, átdolg., sajtó alá rend. Török József; Szt. István Társulat, Bp., 2011
- Szent Péter örökében. Boldog II. János Pál pápa; Ecclesia, Bp., 2011 (Ecclesia füzetek)
- Legeza László köszöntése. Hatvanadik születésnapján; szerk. Török József, Windisch István; Mikes, Bp., 2012
- A mise liturgiája és annak története; Liszt Ferenc Zeneművészeti Egyetem Egyházzenei Kutatócsoport–Magyar Egyházzenei Társaság, Bp., 2013 (Egyházzenei füzetek I. sorozat. Tankönyvek)
- Félszázad; Ecclesia, Bp., 2016 (Ecclesia könyvek)
- Háromnegyed század; magánkiadás, Bp., 2019
- A magyar egyház évezrede; előszó Paskai László, bev. Tempfli József; Ecclesia, Bp., 2019
- Solymár temploma és kegyképe; 2. bőv. kiad.; Mikes, Bp., 2021

## Díjai, kitüntetései
- A Magyar Rádió Nívódíja (1994)
- Stephanus-díj (2000)
- A Magyar Köztársasági Érdemrend tisztikeresztje (2001)
- A Magyar Köztársasági Érdemrend középkeresztje (2011)